# Nucras caesicaudata
Espèce
Nucras caesicaudata est une espèce de sauriens de la famille des Lacertidae.

## Répartition
Cette espèce se rencontre dans le sud du Mozambique, dans le sud-ouest du Zimbabwe et dans le nord-est de l'Afrique du Sud.

## Publication originale
- Broadley, 1972 : A review of the Nucras tessellata group (Sauria: Lacertidae). Arnoldia, vol. 20, p. 1-35.